# Tom Conti
Tom Conti, född 22 november 1941 i Paisley, Skottland, är en brittisk skådespelare.
Hans far var italienare och hans mor skotska. Han fick sin utbildning vid Royal Scottish Academy of Music and Drama och gjorde scendebut i Londons West End 1973 i Savages. För sin roll i pjäsen Whose Life Is It Anyway, som han spelade både i West End och på Broadway, erhöll Conti 1979 en Tonyutmärkelse.
Huvudsakligen scenaktör, filmar han sporadiskt, ofta i roller som lite excentriska personer. Har även medverkat i TV-serier, en av de senare är DNA, som författaren och ex-polisen som blir misstänkt för mord. 
För sin roll i Ruben, Ruben 1983 blev han Oscarsnominerad för bästa manliga huvudroll.

## Filmografi (i urval)
- 1974 – Galileo
- 1976 – The Glittering Prizes (TV-miniserie)
- 1977 – The Norman Conquests (TV)
- 1980 – Blade on the Feather (TV)
- 1983 – Ruben, Ruben
- 1983 – Merry Christmas Mr. Lawrence
- 1984 – American Dreamer
- 1988 – Roman Holiday
- 1989 – Shirley Valentine
- 1991 – Dödligt spel
- 1998 – Out of Control
- 2004 – DNA (TV-miniserie)
- 2006 – O Jerusalem
- 2012 – The Dark Knight Rises